# Stowarzyszenie Kultury Chrześcijańskiej im. ks. Piotra Skargi
Stowarzyszenie Kultury Chrześcijańskiej im. ks. Piotra Skargi – polska organizacja pozarządowa chcąca łączyć katolików świeckich o poglądach konserwatywnych.
Stowarzyszenie powstało w lipcu 1999 r. w Krakowie z inspiracji działających na świecie Stowarzyszeń Obrony Tradycji, Rodziny i Własności (TFP). Jest organizacją typu non-profit i działa w oparciu o dobrowolne wpłaty i datki ze strony darczyńców. W listopadzie 2001 roku została powołana fundacja Instytut Edukacji Społecznej i Religijnej im. Ks. Piotra Skargi w celu koordynacji działań Stowarzyszenia. Stowarzyszenie na swojej stronie twierdzi, że swoją działalność prowadzi zgodnie ze wskazaniami wynikającymi z dekretu soborowego Apostolicam Actuositatem oraz że jako stowarzyszenie prywatne wiernych, które nie posiada z punktu widzenia prawa kościelnego osobowości prawnej, nie podlega też prawu kanonicznemu.

## Działalność
Stowarzyszenie jest aktywne na polu działalności społecznej, poprzez organizację różnych akcji, jak np. coroczny Marsz dla Życia i Rodziny. Angażuje się w działania oświatowe i edukacyjne, takie jak organizacja spotkań naukowych, wykładów, konferencji.

Działa także na rynku wydawniczym: do tej pory opublikowało kilkadziesiąt książek, regularnie wydaje dwa czasopisma: „Polonia Christiana” oraz „Przymierze z Maryją”. Prezesem stowarzyszenia jest Sławomir Olejniczak. Krakowskie Stowarzyszenie Kultury Chrześcijańskiej im. Piotra Skargi powołało fundację im. Piotra Skargi, a ta w 2013 roku powołała Ordo Iuris.

## Krytyka
Stowarzyszenie jest oskarżane o stosowanie psychomanipulacji, której celem jest wyłudzanie pieniędzy oraz podszywanie się pod autorytet Kościoła Katolickiego. Jak zauważa o. Tomasz Franc, dyrektor Dominikańskiego Centrum Informacji o Ruchach Religijnych i Sektach w Krakowie: Często sprzedają różańce lub książki religijne, odwołują się do Boga i patriotyzmu. W części mogą mieć rację, bo modlitwa różańcowa może zdziałać cuda, ale sam przedmiot nie jest cudowny.
Według oficjalnego komunikatu kurii krakowskiej:

Stowarzyszenie jest organizacją prywatną, założoną przez osoby świeckie, nie powiązaną instytucjonalnie z Kościołem i działającą na własną odpowiedzialność. Stowarzyszenie nie przedstawiło swego statutu do aprobaty władzy kościelnej, dlatego nie może być traktowane jako uznane przez Kościół stowarzyszenie wiernych (kan. 299 § 3).

Komunikat ten został wystosowany przez Kurię Metropolitalną w Krakowie w wyniku licznych zapytań wiernych, którzy uskarżali się na natarczywy ton korespondencji, w której Stowarzyszenie w sposób uciążliwy próbuje narzucać kontynuowanie kontaktów i zamawianie dalszych materiałów.